# Rafa Jordà
Pour les articles homonymes, voir Jorda.
Rafael Jordà Ruiz de Assin est un footballeur espagnol, né le 11 janvier 1984 à Santa Perpètua de Mogoda en Espagne. Il évoluait au poste d'attaquant.

## Palmarès
- CD Numancia
  - Vainqueur de la Liga Adelante : 2008